# Thunbergia dasychlamys
Thunbergia dasychlamys är en akantusväxtart som beskrevs av Cornelis Eliza Bertus Bremekamp. Thunbergia dasychlamys ingår i släktet thunbergior, och familjen akantusväxter. Inga underarter finns listade i Catalogue of Life.